# Dating Lanzelot
Dating Lanzelot ist eine deutsche Filmkomödie aus dem Jahr 2011 des Regisseurs Oliver Rihs. In den Hauptrollen spielen Peter Weiss, Manuel Cortez und Narges Rashidi. Der Kinostart in Deutschland erfolgte am 30. August 2012.
Dating Lanzelot ist ein Episodenfilm über die Suche nach der großen Liebe mit Hilfe des Internets.

## Handlung
Der zurückhaltende Lanzelot weiß nicht, wie er Frauen kennenlernen soll. Ein wenig spürt er auch einen gewissen Notstand, denn er hatte schon seit drei Jahren keinen Sex mehr. Sein Single-Dasein nimmt endlich eine Wendung, als ihm sein WG-Mitbewohner und bester Freund Milan ein Online-Dating-Profil einrichtet, das er dann intensiv nutzt. Lanzelot kann sich plötzlich vor Date-Anfragen nicht mehr retten. Leider verlaufen seine Begegnungen mit dem anderen Geschlecht alles andere als erfreulich. Lanzelot begegnet neurotischen Großstadt-Singles und wird auf seiner Suche nach der einzig Wahren für skurrile Sex-Fantasien benutzt. Doch ist es gar nicht so leicht die Traumfrau zu finden und deren Herz zu erobern. Erst am Ende stellt er fest, dass die süße Kellnerin des Cafés, in dem er seine  Horrorbegegnungen erlebt, für ihn die Frau seines Lebens ist.

## Hintergrund
Der Film wurde von der Port au Prince Film & Kultur Produktion, Seven Pictures und Swiss Effects produziert.
Der Berliner Regisseur Oliver Rihs hatte die Abenteuer seines Antihelden ursprünglich für das Internet konzipiert und dort auch verschiedene Episoden realisiert. Es war auch geplant, die Online-Serie anschließend zu einem Kinofilm mit anschließender DVD-Veröffentlichung zu verarbeiten. Kritiker meinen, dass man dies der Kinofassung auch heute noch anmerken würde.

## Kritiken
Laut Presseinformation zum Film wird dieser als die „erste zeitgemäße und frischfreche Komödie zum Thema Partnersuche im Internet“ benannt.
Für cinema ist der Film eine „Belanglose, durch optische Gimmicks aufgepeppte Szenekomödie“ und eine „Absurd-überdrehte Nummernrevue, die – trotz gelungenem Bollywood-Finale – durch ihre penetrant schräge Erzählweise nervt.“
spielfilm.de urteilte: „‚Dating Lanzelot‘ ist eine verrückte, frech-frivole Komödie, die ihre mindestens ebenso abgedrehten Charaktere und deren Eigenarten ganz klar ins Zentrum rückt. Nimmt man die Figuren sowie die zugrunde liegende Handlung nicht allzu ernst, erlebt man 90 bunte, unterhaltsame und kurzweilige Minuten.“ Lediglich „wenn Lanzelot plötzlich zu Rollenspielen in Metzger-Kluft und mit Fleischer-Messer gezwungen wird, dann ist das nur noch leidlich komisch und vielmehr peinlich und geschmacklos. Neben den übertrieben dargestellten Figuren sorgt darüber hinaus die unkonventionelle Bildsprache für reichlich Verwirrung und fordert dem Zuschauer Geduld und Nerven ab.“
Joachim Kurz von kino-zeit.de wertete: „Der Fokus der Geschichte(n) liegt vor allem auf den einzelnen Episoden, während die Rahmengeschichte, die vor allem aus Gesprächen zwischen Lanzelot und seinem Mitbewohner Milan (Manuel Cortez) besteht, kaum über den Status einer Skizze hinauskommt. Und gerade hier treten auch die darstellerischen Schwächen des Konstruktes deutlich zutage.“ „Viel witziger sind da dann doch die einzelnen Epsioden, sprich Dates mit den Frauen, deren Neurosen und Macken so überzeichnet sind, dass sich die Eigenheiten des Liebessuchers von der traurigen Gestalt dagegen vergleichsweise harmlos ausnehmen.“ „Dennoch hat ‚Dating Lanzelot‘ durchaus seine gelungenen Momente bzw. Epsioden, die aber nicht verhindern können, dass man den Film recht schnell wieder vergisst. “